# Fabrication intégrée par ordinateur
Pour les articles homonymes, voir CIM.

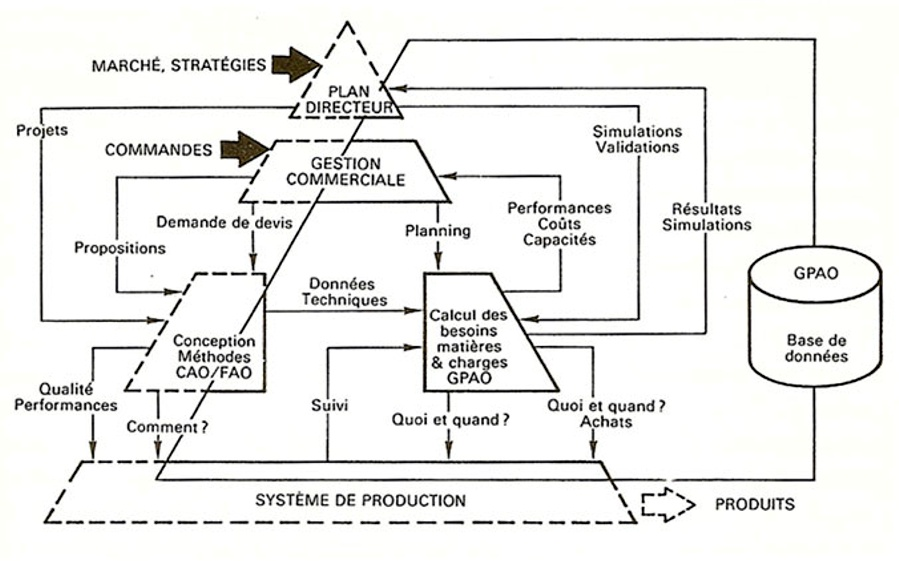
Dans un univers industriel de plus en plus soumis à la concurrence, la flexibilité et la qualité sont des atouts décisifs. Issu du développement de l'informatique au cours des années 1980, le CIM ou « fabrication intégrée par ordinateur », permet le décloisonnement des fonctions de l'entreprise industrielle

La fabrication intégrée par ordinateur (en anglais computer-integrated manufacturing ou CIM), ou production intégrée par ordinateur, est un concept décrivant l'automatisation complète des procédés de fabrication. Tous les équipements de l'usine fonctionnent sous le contrôle permanent des ordinateurs, automates programmables et autres systèmes numériques,.

## Historique
L'idée de la fabrication numérique (digital manufacturing) apparaît au début des années 1970, avec les travaux et le livre du Dr. Joseph Harrington, Computer Integrated Manufacturing,.
Ce paradigme est promu notamment par les fabricants de machines et d'équipement industriels dans les années 1980 et largement soutenu par la Society for Manufacturing Engineers (CASA/SME). Le concept sera trop souvent et abusivement confondu avec la notion hyperfuturiste d'usines sans ouvriers (lights out factory) rencontrée à l'époque.

## Description
Le CIM intègre 
- les équipements de conception assistée par ordinateur (CAO ou CAD/CAM, computer-aided design/computer-aided manufacturing),
- les équipements d'ateliers flexibles[6],
- les équipements de centres d'usinage à commande numérique (CNC)[7],[8],
- des progiciels de gestion intégrée (PGI/ERP, ou plutôt MRP2 pour material requirements planning, ou encore GPAO pour « gestion de production assistée par ordinateur » comme on avait coutume de nommer cette fonction dans les années 1970 et 1980)[9],
- des équipements de stockage et de manutention automatisés,
- les applications ERP[10],
- ainsi que des méthodologies conceptuelles d'intégration de ces composants à l'intérieur d'un système global d'information de l'entreprise, par exemple avec la méthode GRAI.

## La pyramide duCIM

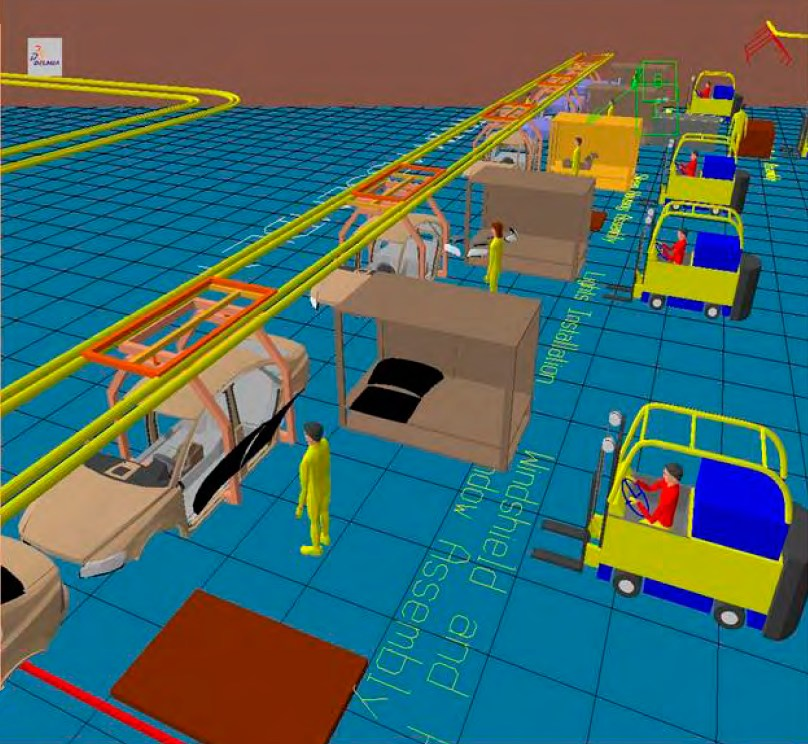
Le concept du CIM, centre d'intérêt du Manufacturing Systems Integration Program, NIST (2008).

La pyramide du CIM est une représentation conceptuelle très en vogue dans le milieu industriel à partir des années 1980. Elle comporte une hiérarchie logique organisée en quatre  niveaux correspondant à des niveaux de décision. Plus on s'élève dans cette pyramide, plus le niveau de décision/d'abstraction devient fort, car la visibilité gagne en globalité et les horizons et cycles opérationnels s'allongent.
Un niveau supérieur décide ce qu'un niveau inférieur exécute : 
- niveau +3 : la gestion des produits et des stocks, la gestion des approvisionnements, la gestion des clients, des commandes et de la facturation (gérés par les ERP) ;
- niveau +2 : la localisation des produits en stocks, les mouvements physiques et la gestion des lots (géré par le système de gestion d'entrepôt) ;
- niveau +1 : les automatismes ;
- niveau 0 : les capteurs et actionneurs.

Avec l'avènement de l'internet des objets, ces niveaux peuvent se trouver partiellement fusionnés ou parfois démultipliés.